# Забоже (Новодворський повіт)
Забоже (пол. Zaborze) — село в Польщі, у гміні Насельськ Новодворського повіту Мазовецького воєводства.
Населення — 167 осіб (2011).
У 1975-1998 роках село належало до Цехановського воєводства.

## Демографія
Демографічна структура станом на 31 березня 2011 року:
|          | Загалом | Допрацездатний вік | Працездатний вік | Постпрацездатний вік |
| -------- | ------- | ------------------ | ---------------- | -------------------- |
| Чоловіки | 81      | 16                 | 60               | 5                    |
| Жінки    | 86      | 20                 | 52               | 14                   |
| Разом    | 167     | 36                 | 112              | 19                   |